# Cervejaria Warsteiner
A Cervejaria Warsteiner (em alemão:  Warsteiner Brauerei Haus Cramer KG) é uma cervejaria privada em Warstein, Alemanha, fundada em 1753. Em 2015 foi a sétima maior produtora de cerveja da Alemanha, com uma produção de 3,45 milhões de hectolitros no ano referenciado.

## História
A história da Cervejaria Warsteiner começa em 1753, na cidade de mesmo nome. No início era uma simples fábrica local de cerveja artesanal, que então evoluiu para uma produtora de importância regional, e se tornou uma das maiores fábricas de cerveja em propriedade privada. Hoje é considerada uma das mais modernas instalações do ramo, produzindo não somente quantidade de cervejas especiais, mas principalmente qualidade, classificada como exemplar mundialmente.